# Победа (Волгодонской район)
Побе́да — посёлок в Волгодонском районе Ростовской области.
Административный центр Победенского сельского поселения.

## География
Расположен на правом берегу Нижнедонского канала.

## История
Поселок был основан в 1956 году, когда были заложены фундаменты первых шести сборных домов. В 1958 году сданы пять одноквартирных домов, параллельно строились двухквартирные дома. В 1960-х годах поселок быстро заселялся. Одновременно со строительством домов жители сажали сады и виноградники. В 1960 году открылась первая начальная школа. В этом же году открылся детский сад, столовая, магазин. Через год началось строительство клуба.
В 1962 году административный центр винсовхоза «Большовский» был официально перенесен в Победу. Шло интенсивное строительство благоустроенного жилья, возведено зернохранилище, прокладывались первые линии водопровода.
В 1974 году были построены новый детский сад на 120 мест, школа по типовому проекту на 320 мест.
С 1973 по 1981 годы построены баня, столярная мастерская, пожарное депо, склад запчастей, зерносклад на 500 тонн, склад ГСМ, материальный склад, деревообрабатывающая мастерская, общежитие. В 1979 году винсовхоз «Большовский» был переименован в винсовхоз «Победа». В 1981 году началось строительство жилых двухквартирных домов в двух уровнях.

## Население
| 1989 | 2002  | 2010  |
| ---- | ----- | ----- |
| 1199 | ↗1279 | ↗1497 |

## Улицы
| - пер. Буденного, - пер. Донской, - пер. Западный, - пер. Кирова, - пер. Пушкина, - пер. Советский, - пер. Чкалова, - пер. Ясина, | - ул. Бульварная, - ул. Ворошилова, - ул. Зеленая, - ул. Кооперативная, - ул. Садовая, - ул. Степная, - ул. Тюхова, - ул. Юбилейная. |